# Château d'eau de la Catalana de Gas
Le château d'eau de la Catalana de Gas (en catalan : Torre d'aigües de la Catalana de Gas) est un bâtiment de Barcelone protégé comme bien culturel d'intérêt local. Situé à la limite du district de Ciutat Vella, le château d'eau est une construction isolée située dans le parc de la Barceloneta.

## Histoire

### Contexte historique et construction
En 1840, la mairie de Barcelone décide d'introduire l'éclairage au gaz pour la voie publique et les bâtiments de la ville. Le premier octroi pour fabriquer du gaz à Barcelone est souscrit à Charles Lebon le 14 juin 1841, pour quinze ans. En 1843, la Societat Catalana per a l'Enllumenat de Gas (en français : Société catalane pour l'éclairage au gaz) s'installe en 1843 à La Barceloneta afin de bénéficier de la proximité du port de Barcelone, point d'entrée de la matière première de houille. 

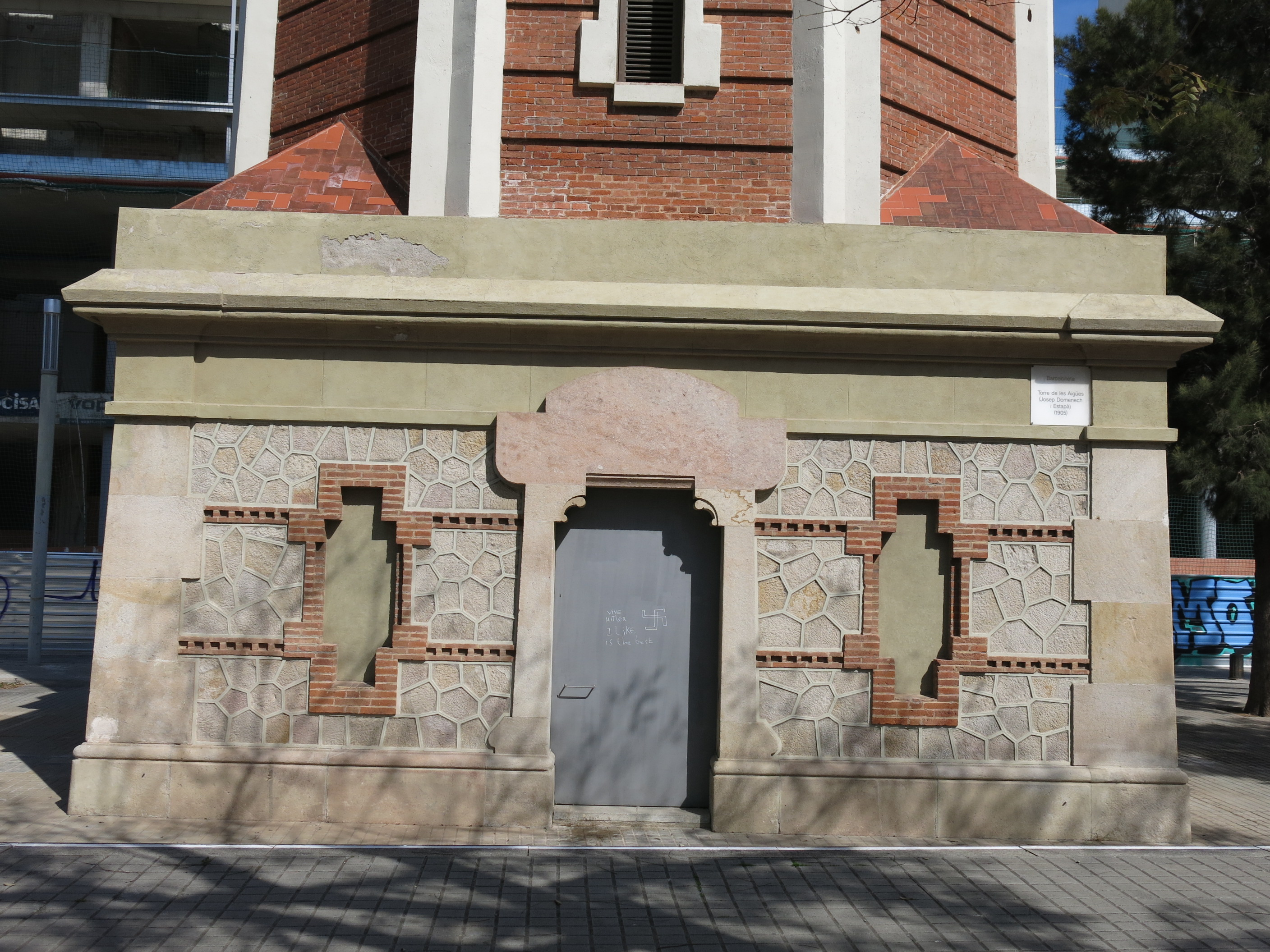
Base de la tour.

L'usine a alors huit fours à charbon et trois gros gazomètres. Au début du XXe siècle, l'ensemble est élargi et le besoin d'un gros volume et pression d'eau rend nécessaire la construction, entre 1905 et 1906, d'un château d'eau. L'architecte Josep Domènech i Estapà, créateur du siège de la Catalana de Gas sur l'avenue Portal de l'Àngel, se charge de dessiner cette tour à cheval entre l'éclectisme et le modernisme catalan. 
Mitoyen au bâtiment, l'architecte bâtit également plusieurs dépendances de bureaux et autres installations, travaux achevés en 1909.

### Jeux Olympiques de 1992 et intégration urbaine
En 1986, la Catalana de Gas, moyennant un accord à la Corporation Métropolitaine de Barcelone, cède les terrains à la mairie de Barcelone pour des usages civiques. Le château d'eau, ainsi qu'un gazomètre et un petit bâtiment de bureaux, est le dernier témoin de l'existence de cette première usine de gaz de la ville, qui a été démolie en 1989 pendant les travaux de rénovation du quartier préalable aux Jeux olympiques de Barcelone 1992. Depuis, la parcelle de l'ancienne usine est intégré dans le Parc de la Barceloneta, inauguré en 1996.